# Орехвичі
Орехвичі (Ожеховіче, пол. Orzechowicze) — село в Польщі, у гміні Більськ-Підляський Більського повіту Підляського воєводства. Населення — 102 особи (2011).

## Назва
Назва походить від імені Орех.

## Історія
Вперше згадується 1576 року.
У 1975—1998 роках село належало до Білостоцького воєводства.

## Демографія
Демографічна структура станом на 31 березня 2011 року:
|          | Загалом | Допрацездатний вік | Працездатний вік | Постпрацездатний вік |
| -------- | ------- | ------------------ | ---------------- | -------------------- |
| Чоловіки | 51      | 6                  | 36               | 9                    |
| Жінки    | 51      | 7                  | 23               | 21                   |
| Разом    | 102     | 13                 | 59               | 30                   |